# Auto blu (singolo)
Auto blu è un singolo del rapper italiano Shiva, pubblicato il 26 marzo 2020.

## Descrizione
Il singolo è caratterizzato da un campionamento di Blue (Da Ba Dee) degli Eiffel 65, i quali compaiono come artisti ospiti.
L'8 maggio 2020 è stato pubblicato un remix realizzato da Gabry Ponte.

## Tracce
Testi e musiche di Maurizio Lobina, Gianfranco Randone, Davide Maddalena, Andrea Arrigoni e Massimo Gabutti.
Download digitale
1. Auto blu (feat. Eiffel 65) – 2:46

Download digitale – Gabry Ponte Remix
1. Auto blu (Gabry Ponte Remix) – 3:10

Download digitale – Nea Remix
1. Auto blu (Some Say) (Nea Remix) – 2:46

Download digitale – Ardian Bujupi Remix
1. Auto blu (Ardian Bujupi Remix) – 2:59

## Classifiche

### Classifiche settimanali
| Classifica (2020) | Posizione massima |
| ----------------- | ----------------- |
| Italia            | 1                 |
| Svizzera          | 96                |

### Classifiche di fine anno
| Classifica (2020) | Posizione |
| ----------------- | --------- |
| Italia            | 32        |